# Tvorchi
Tvorchi ist ein ukrainisches Musikduo. Sie vertraten die Ukraine beim Eurovision Song Contest 2023 in Liverpool.

## Geschichte
Das aus Ternopil stammende Duo wurde 2018 von Andrij Huzuljak und Jeffery Augustus Kenny gegründet. Die beiden ehemaligen Pharmazie-Studenten lernten sich zufällig kennen, als Huzuljak den aus Nigeria stammenden Kenny ansprach, weil er sein Englisch verbessern wollte.
Ihre erste Single Slow wurde bereits 2017 veröffentlicht. Daran schließen sich fünf Alben und weitere Singles an.
2020 nahmen sie zum ersten Mal bei Widbir 2020, dem ukrainischen Vorentscheid zum Eurovision Song Contest, teil und erreichten dort im Finale den 4. Platz.
2022 nahmen sie einen zweiten Anlauf bei Widbir 2023. Diesen gewannen sie mit dem Song Heart of Steel und durften somit die Ukraine beim Eurovision Song Contest 2023 vertreten. Dort belegten sie im Finale den sechsten Platz.
2024 veröffentlichte das Duo sein fünftes Studioalbum unter dem Titel Planet X. Auf diesem finden sich auch Kollaborationen mit weiteren ukrainischen Musik-Acts wie Klavdia Petrivna, The Hardkiss und The Maneken.

## Diskografie

### Alben
- 2018: The Parts
- 2019: Disco Lights
- 2020: 13 Waves
- 2021: Road
- 2024: Planet X

### Singles
- 2017: Slow
- 2020: Bonfire
- 2022: Heart of Steel